# سامسونگ گلکسی اس۷
سامسونگ گلکسی اس ۷، هفتمین نسل از گوشی‌های هوشمند سری گلکسی اس شرکت سامسونگ است.
این نسل ارتقای محسوسی نسبت به نسل قبل خود دارد.
اضافه شدن درگاه کارت حافظه میکرو اس‌دی به اس۷ و همچنین ضد آب بودن از مهمترین تغییرات اس۷ نسبت به اس۶ است.
سامسونگ، اس۷ را در یک مدل با پردازنده اسنپدراگون ٨٢٠ برای بازار و چین و آمریکا و یک مدل با پردازنده ساخته خود یعنی اگزینوس ۸۸۹۰ برای بازارهای جهانی ارائه کرد.
اس۷ شامل دو مدل اس۷ معمولی با صفحه نمایش مسطح ۵٫۱ اینچی
و مدل اس۷ اج با صفحه ۵٫۵ اینچی (دارای لبه های خمیده در اطراف) است.